# Rząsawa (Częstochowa)
Rząsawa (d. Rząsawy) – osiedle w Częstochowie położone w dzielnicy Wyczerpy-Aniołów.

## Nazwa
Dawniej Rzęsawa (1511–1523 r., rzęsa, bot. ‛rzęsa wodna’). Sufiks -awa znajdował się od dawna w kręgu zainteresowań badaczy i dość powszechnie uważany był za stary formant hydronimiczny. W hydronimach pojawia się zarówno rzeczownikowy sufiks -awa, jak i przymotnikowe podstawy na -awy (fem. -awa). Potamonimem odrzeczownikowym z przyrostkiem -awa jest też Rząsawa.
Etymologia nazwy wsi Rząsawa jest trudna do wyjaśnienia. Przypuszcza się, że pierwsza chata powstała wśród olbrzymich borów nad stawem znajdującym się między okolicznymi pagórkami – od rząsy pokrywającej wysychający staw, jak należy domniemać powstało nazwisko pierwszego mieszkańca brzmiące Rząsa. Według „Encyklopedii Staropolskiej” Glogera nazwy wsi pochodziły od nazwisk jej mieszkańców. W związku z tym, wieś pod zarządem Rząsy nazwano Rząsawy.

## Historia

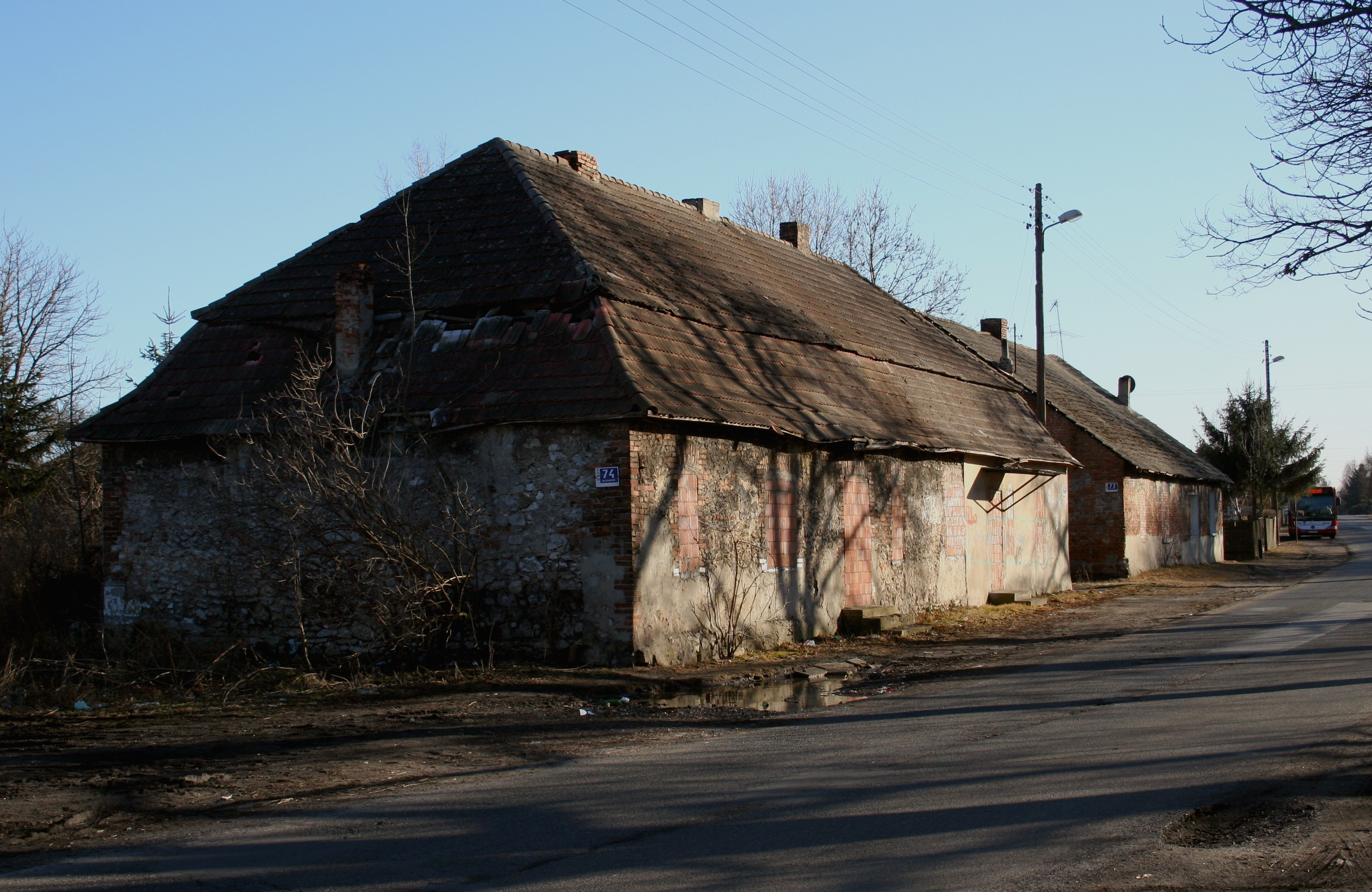
Wyburzone czworaki w Rząsawie

Pierwsze wzmianki, w dokumentach Rzeczypospolitej o wsi Rząsawa, pojawiają się w 1581 roku. W 1581 roku wieś Rząsawa miała powierzchnię 6 łanów kmiecych i była własnością Alberta Choczimowskiego herbu Oksa. Następnie znajdowała się w ówczesnym województwie krakowskim, powiecie lelowskim, przynależała do kościoła farnego we Mstowie. Następnie wieś była własnością Misiewskich. W 1655 roku wieś posiadał Piotr Czarniecki, brat hetmana Stefana Czarnieckiego. Piotr Czarniecki był żonaty z Misiewską i prawdopodobnie otrzymał wieś Rząsawy jako wiano, gdyż po ojcu Krzysztofie Czarnieckim, prócz cząstki ojczystej wsi Czarncy, nic więcej nie odziedziczył. W tym samym czasie we wsi znajdował się dwór drewniany, w którym zamieszkiwał obrońca Jasnej Góry – Piotr Czarniecki. Później dwór przekształcono na spichlerz.
Następnie Rząsawy były własnością Rogowskich. Lustracja z 1789 r. wykazała tu 20 domów (w tym dwór i karczmę) i 57 mieszkańców. Od 1810 r. (do 1945) pozostawała w posiadaniu Rogowskich. W 1827 roku we wsi było 14 domów, 103 mieszkańców.
W 1860 r. było już 26 domów i 271 mieszkańców. Folwark rząsawski miał 6 domów, w których mieszkało 27 osób, natomiast w osadzie mieszkała 5-osobowa rodzina.
Źródło podaje, że w 1885 roku w Rząsawie było 965 mórg ziemi, w tym: 469 gruntów ornych, 4 pastwisk, 460 lasu, 20 nieużytków; w tym samym czasie odnotowano istnienie 7 budynków murowanych i 7 budynków drewnianych. W tym czasie w Rząsawie stosowano płodozmian 4 i 12-polowy; las był nieurządzony; odnotowano w tych samych dokumentach istnienie pokładów kamienia wapiennego.
W końcu XVIII wieku Rząsawa była w posiadaniu Hipolita Czarnieckiego, łowczego dobrzyńskiego. Zespół dworski, założony przez Czarnieckiego, był użytkowany przez Rogowskich do 1945 r. Rogowscy pieczętują się herbem Jastrzębiec. Wywodzący się z tej rodziny Józef Rogowski (19.03.1833 – 15.12.1907), urodzony w Chruszczobrodzie k. Siewierza, syn Wincentego i Franciszki Mars, ożeniony z Julią ze Szrederów (1831 – 1855), a następnie z Franciszką Reginą Zettelman (1836 – 1917) w 1869 r. na licytacji za 60.000 rubli kupuje majątek w Rząsawie. Poprzednimi właścicielami dóbr od około 1655 r. była rodzina Czarnieckich herbu Łodzia. Stanisław Rogowski jedyny syn Józefa przejął Rząsawę. Poślubił Marię Borowską (1877 – 1954) pochodzącą z majątku Łojki. Posiadał z nią syna Ludomira i córkę Halinę. Ludomir Rogowski (1903 – 1958) ukończył Szkołę Główną Gospodarstwa Wiejskiego w Warszawie. Po studiach pracował przez pewien czas w Instytucie Rolnym w Puławach, po czym wrócił do Rząsawy, by zająć się gospodarstwem. Przed II wojną światową majątek w Rząsawie posiadał ok. 400 ha. Ziemia była słaba. uprawiano żyto, kartofle, owies, trochę pszenicy, kukurydzy i buraków, a także marchew i pietruszkę. Majątek był zmechanizowany, posiadano traktory, lokomobile, żniwiarki, kosiarki, młocarnię i kilka innych maszyn.
Na terenie majątku istniały charakterystyczne budynki: dwór, a oprócz niego lamus, chlewnia, stajnia, stodoła, magazyn, szopa, spichlerz piętrowy, kuźnia, kurnik i czworaki. Wszystkie budynki były murowane oprócz kurnika i szopy. Według Katalogu Zabytków Sztuki w Polsce dwór wzniósł w 1901 roku Stanisław Rogowski na miejscu starego drewnianego dworu Czarnieckich z ok. 1655 roku, który spłonął w 1900 roku. Według rodziny Rogowskich dwór spłonął w czasie działań I wojny światowej. Parterowy siedmioosiowy dwór jest pozbawiony cech stylowych. Frontem został zwrócony na południe. Zbudowano go z cegły na fundamencie z miejscowego wapienia. Od zachodu znajduje się piwnica będąca pozostałością poprzedniego dworu, sklepiona kolebkowo. Od frontu posiada ryzalit zwieńczony trójkątnym przyczółkiem z okrągłym otworem. Dach dwuspadowy pokryty jest papą. W 1943 roku połowę dworu zajęli Niemcy (Wehrmacht). Rodzinie Rogowskich pozostawiono kuchnię, pokój stołowy, gabinet i sypialnię rodziców. Pozostałe pomieszczenia należały do Niemców, którzy z salonu ukradli m.in. obrazy. 14 lutego 1945 roku sporządzono protokół przejęcia majątku Rząsawy na cele reformy rolnej.
Ostatnimi właścicielami byli Stanisław (zm. 1928) i jego syn Ludomir Rogowscy.
Rząsawy do 1954 r. były częścią gminy Rędziny, w okresie 1954-1961 należały do gromady w Wyczerpach Górnych, a po 1961 r. włączone zostały do gromady Rędziny. W końcu 1970 r. Rząsawy miały 697,44 ha powierzchni i 759 mieszkańców.
Wieś Rząsawa została włączona do miasta Częstochowa 1 stycznia 1977 roku. Według nowego podziału administracyjnego miasta jej obszar wchodzi w skład dzielnicy Wyczerpy-Aniołów.
Wieś Rząsawa została zelektryfikowana w 1935 roku.
Obecnie znajdują się w Rząsawie pozostałości zespołu dworskiego (czworaki zostały wyburzone, teren nie został zagospodarowany). Zespół dworski zbudowano z cegły i miejscowego wapienia. Podczas II wojny światowej w nieistniejącej szkole podstawowej przy ul. Połanieckiej 56 mieściły się koszary niemieckie. W latach 1945–1950 zlokalizowany w dawnym dworze dom starców, następnie Państwowy Ośrodek Maszynowy (1953-1973), a po nim siedzibę we dworze znalazło Rejonowe-Przedsiębiorstwo Wodno-Melioracyjne.
Pod względem organizacji kościelnej, Rząsawa związana była z parafią w Rędzinach. Samodzielna parafia w Rędzinach powstała w 1866 roku, a należały do niej wtedy: Mirów i Rząsawa – obecnie dzielnice Częstochowy. W 1988 r. powstała kaplica mszalno-katechetyczna. 21 września 1990 r. bp Stanisław Nowak erygował parafię. Budowę kościoła pw. NMP z Góry Karmel wg projektu inż. arch. Zygmunta Fagara, podjął pierwszy proboszcz ks. Sławomir Galasiński (obecnie proboszcz Parafii Świętych Apostołów Piotra i Pawła w Borzykowej). Kościół stanął przy ul. Połanieckiej 50a. Od 2005 roku proboszczem parafii jest ks. Janusz Plaszczyk

## Transport
W 1846 roku uruchomiono kolej warszawsko-wiedeńską (obecnie linia kolejowa nr 1), której trasa znajduje się na terenach Rząsawy. Zaś w 1939 roku ukończono budowę linii kolejowej nr 146 Chorzew-Siemkowice, również przechodzącej przez tereny Rząsawy. W 1971 roku do Rząsawy zostaje uruchomiona nowa linia autobusowa częstochowskiego MPK o numerze 61. Jest to pierwsze bezpośrednie połączenie z miastem.
Na tej linii, w północnej części osiedla Rząsawa wybudowano stację kolejową „Rząsawa”. Stacja była czynna dla pasażerów do 8 grudnia 2012 roku.
Od strony zachodniej przez Rząsawę przebiega droga krajowa nr 1. Przy północnej granicy Rząsawy powstanie węzeł autostradowy „Węzeł Rząsawa” na autostradzie A1. Będzie to główny węzeł dla Częstochowy.
Komunikację miejską w Rząsawie realizuje MPK w Częstochowie linią nr 14 – przystanek końcowy przy skrzyżowaniu ulicy Połanieckiej i ulicy Meliorantów. Na granicy Marianki Rędzińskiej i wschodniej granicy Rząsawy znajduje się przystanek końcowy linii autobusowej GZK Rędziny.

## Gospodarka
Na terenie osiedla znajdują się: WD-IMPEX (producent akcesoriów zoologicznych), Inter-Plast (dystrybutor maszyn), Frigipol, Rodzinne ogródki Działkowe RZĄSAWA, Rolnicza Spółdzielnia Produkcyjna Częstochowa – Rząsawa.

## Edukacja
Początki pierwszej szkoły w Rząsawie sięgają 1923 roku, gdy Stanisław Rogowski ofiarował morgę ziemi pod budowę szkoły we wsi. W tym samym roku podczas zebrania gminnego przegłosowano uchwałę o budowie szkoły powszechnej. W 1924 roku położono kamień węgielny pod budowę i zalano pierwsze fundamenty. Już w 1925 roku ukończono budowę, a w październiku tegoż roku rozpoczęto naukę w nowym budynku. W 1958 powołano komitet budowy nowej szkoły, na którego czele stanął S. Tym. 13 września 1964 miała miejsce uroczystość oddania do użytku Szkoły Podstawowej im. M. Curie-Skłodowskiej. 1 września 2012 roku nastąpiło połączenie Szkoły Podstawowej nr 51 i Miejskiego Przedszkola nr 39 w Zespół Szkolno-Przedszkoly nr 4 w Częstochowie.
28 października 2015 roku rozpoczęto obchody 90-lecia istnienia szkoły w Rząsawie.